# Brian Fowler
Brian Andrew Fowler (Christchurch, 13 de setembre de 1962) és un ciclista neozelandès que va córrer durant entre el 1982 i el 2005.
En el seu palmarès destaquen cinc medalles als Jocs de la Commonwealth (quatre de plata i una d'or) i el fet de representar el seu país en quatre edicions dels Jocs Olímpics, entre 1984 i 1996. Posseeix el rècord de victòries en les dues grans curses per etapes neozelandeses: el Tour de Southland (8 victòries) i el Tour de Wellington (4 victòries).

## Palmarès
- 1982
  -  Medalla de plata en persecució per equips dels Jocs de la Commonwealth
- 1985
  - 1r al Tour de Southland
  - 1r al Dulux Tour of North Island
- 1986
  -  Medalla de plata en la cursa en línia dels Jocs de la Commonwealth
  - 1r al Tour de Southland
- 1987
  - 1r al Tour de Southland
- 1988
  -  Campió de Nova Zelanda en ruta
  - 1r al Tour de Southland
- 1989
  -  Campió de Nova Zelanda en ruta
  - 1r al Tour de Southland
  - 1r al Tour de Wellington
- 1990
  -  Medalla d'or en la contrarellotge per equips dels Jocs de la Commonwealth
  -  Medalla de plata en la cursa en línia dels Jocs de la Commonwealth
  - 1r al Tour de Southland
  - 1r al Tour de Wellington
  - 1r a Examiner Tour of the North
- 1991
  - 1r al Tour de Hessen
  - 1r al Tour de Wellington
- 1992
  - 1r al Tour de Southland
  - 1r al Tour de Wellington
- 1994
  -  Medalla de plata en la cursa en línia dels Jocs de la Commonwealth
  - 1r a la Volta a Saxònia
- 1995
  -  Campió de Nova Zelanda en contrarellotge
  - 1r al Tour de Southland
- 2002
  - Vencedor d'una etapa del Tour de Southland